# Modelo em espiral
O objetivo do modelo espiral é prover um metamodelo que pode acomodar diversos processos específicos. Isto significa que podemos encaixar nele as principais características dos outros modelos de desenvolvimento de software, adaptando-os a necessidades específicas de desenvolvedores ou às particularidades do software a ser desenvolvido. Em um esforço para combinar as vantagens dos conceitos de top-down e bottom-up, acrescentando um novo elemento, a análise de riscos que falta a essas conservas.

## História
O modelo em espiral foi definido por Barry Boehm em seu artigo de 1988 A Spiral Model of Software Development and Enhancement. Este modelo não foi o primeiro a discutir o Desenvolvimento iterativo e incremental, mas ele foi o primeiro modelo a explicar o porquê do modo iterativo. Como originalmente antevisto, as iterações têm uma duração típica de 6 meses a dois anos. Cada ciclo do modelo em espiral possui quatro atividades principais, onde se elaboram os objetivos (Planejamento), avaliam-se as alternativas (Análise de riscos), definem-se as entidades de software em um projeto (Engenharia) e planeja-se o próximo ciclo (Atualização).

## Aplicação
Para uma típica aplicação, o modelo em espiral deverá significar que se tem uma visão grosseira dos elementos como uma aplicação utilizável, adicionando características nas fases e, a determinado ponto, o gráfico final.
O modelo espiral é usado com mais freqüência em grandes projetos. Para pequenos projetos, os conceitos de desenvolvimento de software ágil torna-se uma alternativa mais viável. O Exército dos Estados Unidos tem adotado o modelo em espiral para seus programas dos Sistemas de combate do futuro.

## Vantagens
- Suporta mecanismos de redução de risco
- Inclui interações
- Reflete as práticas reais da engenharia atual
- Apresenta uma abordagem sistemática
- Estimativas (por exemplo: cronogramas) tornam-se mais realísticas com o progresso do trabalho, porque problemas importantes são descobertos mais cedo.
- É mais versátil para lidar com mudanças (sempre inevitáveis) que desenvolvimento de software geralmente exigem.
- Engenheiros de software (que sempre estão impacientes com alongamento da fase de projeto) podem começar o trabalho no sistema mais cedo.

## Desvantagens
- Risco de não cumprir o cronograma ou orçamento
- O desenvolvimento em espiral funciona melhor apenas para grandes projetos e também exige experiência em avaliação de riscos
- Para seu bom funcionamento, o protocolo do modelo espiral precisa ser seguido rigorosamente
- A documentação é maior porque tem fases intermediárias
- O desenvolvimento de software em espiral não é aconselhável para projetos menores, pois pode custar muito caro